# Cyathea camiguinensis
Cyathea camiguinensis är en ormbunkeart som beskrevs av Edwin Bingham Copeland. Cyathea camiguinensis ingår i släktet Cyathea och familjen Cyatheaceae. Inga underarter finns listade.